# Marienkirche (Arnegg)

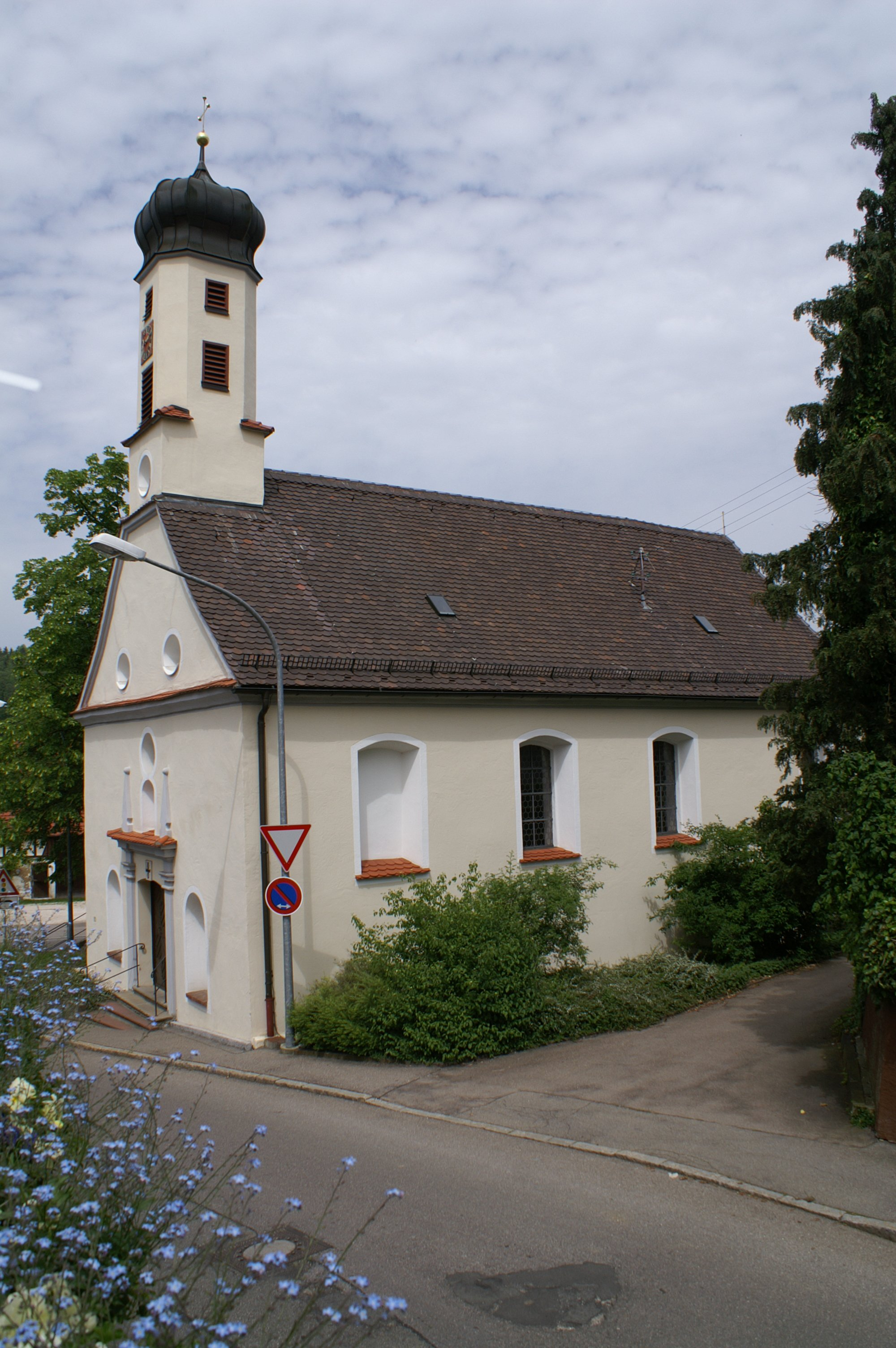
Heilige Dreifaltigkeit in Arnegg

Die römisch-katholische Filialkirche Mariä Himmelfahrt steht in Arnegg, einem Gemeindeteil von Blaustein im Alb-Donau-Kreis in Baden-Württemberg. Die Kirche gehört zur Seelsorgeeinheit Blautal im Dekanat Ehingen-Ulm der Diözese Rottenburg-Stuttgart. Sie ist beim Landesamt für Denkmalpflege Baden-Württemberg als Baudenkmal eingetragen.

## Beschreibung
Die Saalkirche wurde 1730–38 anstelle einer gotischen Kapelle gebaut. Sie besteht aus einem Langhaus und einem gleich breiten, dreiseitig geschlossenen Chor im Osten. Aus dem Satteldach erhebt sich im Westen ein quadratischer Dachreiter, der die Turmuhr und den Glockenstuhl beherbergt, und der mit einer Zwiebelhaube bedeckt ist. 
Der Innenraum ist mit einer Flachdecke überspannt. Zur Kirchenausstattung gehören ein Taufbecken von 1487 und eine um 1460/70 entstandene hölzerne Statue von Maria mit Kind. Die Orgel mit 15 Registern auf zwei Manualen und Pedal wurde 1968 von Reiser Orgelbau als Opus 359 errichtet.